# Leinatal
Leinatal war eine Gemeinde im thüringischen Landkreis Gotha, gelegen am Nordrand des Thüringer Waldes. Sie hatte zuletzt 3581 Einwohner (Stand: 31. Dezember 2018) auf einer Fläche von 36,01 km².

## Geografie

Lage der ehemaligen Gemeinde im Landkreis Gotha

Die Gemeinde Leinatal erstreckte sich zwischen dem Thüringer Wald im Südwesten und der Stadt Gotha im Nordosten entlang der Leina, wie die Hörsel im Oberlauf genannt wird, auf einer Höhe von ca. 405 m NHN. Zur Gemeinde mit Sitz in Schönau vor dem Walde gehörten die folgenden Dörfer:
- Altenbergen
- Catterfeld
- Engelsbach
- Gospiteroda
- Leina
- Schönau vor dem Walde
- Wipperoda

## Geschichte
Gegründet wurde die Gemeinde am 1. Januar 1996 durch Zusammenlegung von Catterfeld (mit Ortsteil Altenbergen), Engelsbach, Gospiteroda, Leina und Schönau vor dem Walde (mit Ortsteil Wipperoda), die bis dahin eigenständige Gemeinden in der Verwaltungsgemeinschaft Leinatal waren. Am 1. Januar 2006 wurde eine umfassende Reform der Postleitzahlen und Straßennamen durchgeführt, so dass die gesamte Gemeinde nun eine einheitliche Postleitzahl hatte und jeder Straßenname nur noch einmal im Gemeindegebiet auftauchte.
Am 31. Dezember 2019 schloss sich Leinatal mit den Gemeinden Georgenthal, Hohenkirchen und Petriroda zur Landgemeinde Georgenthal zusammen. Diese wurde erfüllende Gemeinde für Emleben und Herrenhof.

## Bürgermeister

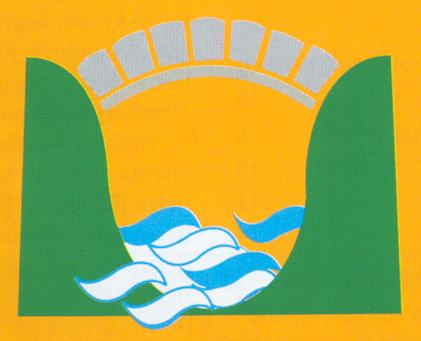
Wappen der ehemaligen Gemeinde

Seit Mai 2008 war Uwe Oßwald (CDU) der Bürgermeister von Leinatal. Er wurde im März 2014 mit 94 Prozent der Stimmen wiedergewählt. Vorgänger Klaus Jänsch führte die Gemeinde von 1996 bis 2008.